# Wasilij Karatajew
Wasilij Karatajew (ur. 1962) – radziecki piłkarz, pomocnik.
Brat Michaiła Karatajewa, również piłkarza.

## Kariera piłkarska
Wychowanek moskiewskiej FSzM.
W latach 1983—1989 zawodnik Dinama Moskwa, dla którego zdobył 14 bramek w 166 meczach.
W 1990 wyjechał na zachód, do Lokeren, jednak w lidze belgijskiej nie wystąpił w żadnym meczu.
Od 1991 grał w różnych klubach Finlandii, takich jak Rovaniemen Palloseura czy HJK Helsinki.
W 1996 rozegrał 9 meczów dla kazachskiej drużyny Munajszy. Zakończył karierę w fińskim TP-47 Tornio w 1999.